# Болдирєв Михайло Федорович
Михайло Федорович Болдирєв (жовтень 1894, село Архангельські Борки Задонського повіту Воронезької губернії, тепер Липецького району Липецької області, Російська Федерація — розстріляний 25 лютого 1939, Москва) — радянський діяч, народний комісар охорони здоров'я СРСР. Член ЦВК СРСР (1929—1931). Депутат Верховної Ради СРСР 1-го скликання (1937—1938).

## Біографія
Народився в селянській родині. Закінчив у 1909 році Задонське міське училище.
У 1909—1910 роках — «хлопчик» в магазині в Задонську. У 1910—1912 роках — учень конторника, конторник, прикажчик в магазинах у Воронежі, Єльці, Ростові-на-Дону і Таганрозі. У 1912—1915 роках — саночник, верстатник, вагонник, каменелом на шахтах в Донбасі. У 1914 році був заарештований за участь в революційному русі, але відразу звільнений з ув'язнення.
У 1915 році закінчив школу військових фельдшерів. У 1915—1917 роках — старший фельдшер в російській армії. Учасник Першої світової війни.
Член РСДРП(б) з березня 1917 року.
У 1917—1919 роках — голова Задонського повітового виконкому. Учасник придушення повстання лівих есерів в Москві в липні 1918 року.
У 1919—1922 роках — член Воронезького губернського виконавчого комітету, голова Острогозького повітового ревкому, член Воронезького губернського ревкому, секретар і заступник голови Воронезького губернського виконавчого комітету.
У 1922—1924 роках — заступник голови Донського обласного виконавчого комітету.
У 1924—1928 роках — секретар Ради Народних Комісарів РСФРР.
У грудні 1928—1929 роках — голова Ярославського губернського виконавчого комітету. У 1929—1930 роках — голова Ярославського окружного виконавчого комітету. У 1930—1931 роках — заступник директора Ярославського гумового комбінату.
У 1931—1932 роках — секретар Московського обласного виконавчого комітету.
У 1932—1937 роках — завідувач Московського обласного відділу охорони здоров'я.
2 серпня 1937 — 16 липня 1938 року — народний комісар охорони здоров'я СРСР.
Заарештований 16 липня 1938 року. Засуджений і розстріляний 25 лютого 1939 року. Реабілітований 9 квітня 1955 року.